# Im Land der Dämmerung
Im Land der Dämmerung, auch Herr Lilienstengel (schwedisch I skymningslandet) ist ein Märchen von Astrid Lindgren.

## Handlung
Seit einem Jahr ist Göran mit einem kranken Bein an sein Bett gefesselt. Als er an einem Abend zufällig hört, dass seine Mutter zu seinem Vater sagt, dass Göran wohl nie wieder laufen kann, ist er verzweifelt. Doch genau an diesem Abend bekommt er Besuch von Herrn Lilienstengel aus dem Land der Dämmerung. Dieser fliegt mit Göran ins Land der Dämmerung. Dort isst Göran Bonbons, die auf Bäumen wachsen, steuert eine Straßenbahn, besucht den König, fährt einen Autobus, tanzt und singt. Dann bringt Herr Lilienstengel Göran nach Hause. Der ist nun gar nicht mehr traurig über sein krankes Bein. Denn jeden Abend zur Stunde der Dämmerung kommt Herr Lilienstengel wieder und holt Göran ins Land der Dämmerung und dort kann Göran fliegen!

## Entstehungsgeschichte
Herr Lilienstengel (im Original: Herr Liljonkvast) war ein Fantasiefreund von Lindgrens Tochter Karin. Als ein kleiner fliegender alter Mann besuchte er diese abends in ihrem Zimmer. Lindgrens Tochter erklärte, dass Herr Lilienstengel von niemand anderem gesehen werden konnte, da er wegflog und sich versteckte, sobald jemand das Zimmer betrat. Herr Lilienstengel ist ein angenehmerer und freundlicher Vorläufer von Karlsson vom Dach, in den Herr Lilienstengel sich laut Aussage von Astrid Lindgren später verwandelte.
Im Land der Dämmerung spielt in der Nähe von Astrid Lindgrens Wohnung, der Dalagatan 46 in Stockholm. Vor der U-Bahn-Station Odenplan auf der Nordseite der Odengatan steht eine Häuserreihe, in der das Märchen anfängt. Von dort aus ziehen die Protagonisten über Stockholm. Sie sehen die Altstadt samt Königspalast, die Vergnügungsinsel Djurgården, das Klaraviertel, den Kronobergspark, den Volkspark Skansen und besuchen die Insel Stadsholmen mit dem königlichen Schloss.

## Veröffentlichungen
Das Märchen wurde erstmals 1948 in der schwedischen Zeitschrift Vi veröffentlicht. 1950 erschien die Geschichte mit Illustrationen von Eva Billow in der Kurzgeschichtensammlung Nils Karlsson Pyssling (1952, deutsch Im Wald sind keine Räuber). 1950 wurde Astrid Lindgren für dieses Buch mit der Nils-Holgersson-Plakette ausgezeichnet.
1969 erschien die Geschichte in Deutschland auch als Bilderbuch Herr Lilienstengel mit Illustrationen von Hans-Joachim Krantz. 1994 folgte die Veröffentlichung des Bilderbuchs in Schweden, mit Illustrationen von Marit Törnqvist. Diese Ausgabe wurde 1995 ins Deutsche übersetzt und veröffentlicht. Diese Ausgabe wurde seitdem immer wieder neu gedruckt. Die Ausgabe mit den Illustrationen von Hans-Joachim Krantz ist hingegen vergriffen und nur noch für hohe Sammlerpreise gebraucht zu bekommen.
Das Märchen wurde in Deutschland auch mehrmals als Theaterstück gezeigt. Im Jahr 2000 wurde es am Staatstheater Braunschweig uraufgeführt. 2014 wurde Im Land der Dämmerung als Figurentheaterstück in Kirchheim aufgeführt. Später wurde das Figurentheaterstück auch im Münchener Puppentheater gezeigt. In Altenberge widmete sich das Märchenkonzert der Musikschule mit Cellomusik Astrid Lindgrens Geschichte.

## Rezeption
Silke Schnettler von der Frankfurter Allgemeinen Zeitung lobt die Neuausgabe mit den Illustrationen von Marit Törnqvist. Sie meint, dass sich Text und Bilder „auf einzigartige Weise“ ergänzen würden. Schnettler findet, die Geschichte sei einerseits tieftraurig, andererseits spende sie Trost. „Mit der Kraft seiner Phantasie“ könne sich der Junge „von der bedrückenden Realität befreien.“
Der Focus listet Im Land der Dämmerung unter den besten sieben Büchern für junge Leser auf. Das Magazin bezeichnet das Buch als „eine der schönsten Traumgeschichten der Klassikerin“ und „als bezauberndes Bilderbuch“.
Als die Lindgren-Biographin Birgit Dankert von der Zeit nach ihrer Lieblingsszene in einem von Lindgrens Büchern gefragt wird, nennt sie eine Szene aus Im Land der Dämmerung. In dieser antworte Herr Lilienstängel auf alle Ängste und Bedenken von Göran mit dem beruhigenden Satz „spielt keine Rolle im Land der Dämmerung“. Auch als die beiden über Stockholm hinwegflögen und Göran sich fürchte, weil er meint, dass er alles doch nicht so kann, komme der beruhigende Satz „spielt alles keine Rolle“. Dann liefe es Dankert den Rücken hinunter und sie atme tief auf.
Das Buch wird sowohl von Organisationen der Pflegehilfe (Superhands der Johanniter), der Palliativmedizin und Hospizen (Palliativzentrum Unna, Kinder- und Jugendhospiz Regenbogenland) empfohlen.

## Ausgaben
- I skymningslandet, Rabén & Sjögren, 1994, schwedische Originalausgabe, ISBN 978-91-29-62831-9. (Illustriert von Marit Törnqvist)
- Im Land der Dämmerung, Oetinger, 2007, ISBN 978-3-7891-6850-5. (Illustriert von Marit Törnqvist), übersetzt von Karl Kurt Peters
- Herr Lilienstengel, Oetinger, 1969 – Illustriert von Hans-Joachim Krantz, übersetzt von Karl Kurt Peters